# Hessen-Kaserne
Die Hessen-Kaserne ist eine Kaserne der Bundeswehr in Stadtallendorf nahe Marburg in Hessen mit einer Gesamtfläche von rund 30 ha. Sie entstand auf dem Gelände des ehemaligen Sprengstoffwerks der Westfälisch-Anhaltischen Sprengstoff-Actien-Gesellschaft (WASAG), das im Auftrag des Oberkommandos der Marine während des Zweiten Weltkriegs Hexyl für die Munitionsherstellung produziert hatte. Die Kaserne wurde 1959 übergeben und beherbergte bis 2003 hauptsächlich Panzereinheiten. Sie sollte nach dem Stationierungskonzept 2011 der Bundeswehr Ende 2018 laut ursprünglicher Planung geschlossen werden. Im Zuge einer Evaluierung des Stationierungskonzeptes der Bundeswehr wird die Hessen-Kaserne als Standort erhalten bleiben. Die Kaserne befindet sich in unmittelbarer Nähe zur Herrenwald-Kaserne.

## Geschichte
Das am 1. April 1959 in der Tannenberg-Kaserne in Marburg aus Personal der Grenzschutzabteilung Mitte des Bundesgrenzschutzes sowie aus dem aufgelösten Panzerjägerbataillon 2 aufgestellte Panzerbataillon 63 verlegte im Frühsommer 1959 in die später als Hessen-Kaserne benannte, neue Truppenunterkunft. Das Bataillon gehörte zur Panzerbrigade 6 der 2. Panzergrenadierdivision, die ab 1. Oktober 1970 die Bezeichnung als 2. Jägerdivision erhielt. Die Panzerbrigade 6 war wie die Panzerbrigaden 14 und 34 an der Erprobung des Heeresmodells 4 vom 1. Juli 1976 bis zum 30. Juni 1977 beteiligt. Im Ergebnis dieses Versuchs wurde die Panzerbrigade 6 ab 1. Januar 1977 der 5. Panzerdivision unterstellt und zum 1. Oktober 1981 in Panzerbrigade 14 umbenannt. Dies führte auch bei allen der Panzerbrigade unterstellten Einheiten zu Änderungen der Nomenklatur. So entstand am 1. Oktober 1981 aus dem in der Hessen-Kaserne stationierten Panzerbataillon 63 das Panzerbataillon 143. Es blieb bis zum 30. Juni 2003 am Standort und wurde dann aufgelöst. Seit der Außerdienststellung der 5. Panzerdivision im Jahr 2001 gehörte es der 7. Panzerdivision an.
Am 1. November 1959 wurde das Versorgungsbataillon 66 der Panzerbrigade 6 in der Hessen-Kaserne aufgestellt. Es verlegte im Februar 1961 in die Herrenwald-Kaserne. Es bestand dort bis zu seiner Auflösung am 30. Juni 1972 im Zuge der Einnahme der Heeresstruktur 3.
Aus Personalabgaben der Panzerbataillone 63, 134 und 194 wurde am 1. April 1961 das Panzerbataillon 64 am Standort geschaffen. Es war ebenfalls bis 1981 der Panzerbrigade 6 zugeordnet, danach der Panzerbrigade 14. Am 1. Oktober 1981 erfolgte die Umbenennung zum Panzerbataillon 144. Als aktives Bataillon bestand es bis zum 30. Juni 1992. Vom 1. Juli 1992 bis zur endgültigen Auflösung am 31. März 2003 verblieb es in der Kaserne noch als nichtaktiver Truppenteil.
Im September 1961 war in der Hessen-Kaserne die Ausbildungskompanie 7/2 aufgestellt worden, die bis zum 30. September 1980 hier beheimatet blieb. Sie gliederte am 1. Oktober 1980 in die Ausbildungskompanie Stabsdienst/Militärkraftfahrer 2/5 um, verblieb aber am Standort. 1992 wurde sie aufgelöst.
Am 2. Januar 1962 wurde in der Hessen-Kaserne das Panzerbataillon 44 aufgestellt, jedoch kurz darauf nach Bad Arolsen-Mengeringhausen in die Prinz-Eugen-Kaserne verlegt, wo es durch Teilung und Umbenennung in die Panzerbataillone 342 und 343 am 1. April 1975 aufging.
Die am 1. November 1962 in der Hessen-Kaserne aufgestellte Feldjägerausbildungskompanie 445 wurde im November 1966 nach Mayen in die damalige General-Delius-Kaserne (ab 2015: Oberst-Hauschild-Kaserne) verlegt und schließlich zum 31. Dezember 1972 aufgelöst.
Die am 16. Oktober 1967 in der Hessen-Kaserne in Neustadt (Hessen) in der Ernst-Moritz-Arndt-Kaserne gebildete Panzerjägerkompanie 60 verlegte im Juli 1970 in die Hessen-Kaserne. Sie wurde zum 1. Oktober 1981 in Panzerjägerkompanie 140 umbenannt und bestand hier noch bis zu ihrer Außerdienststellung am 31. März 1992.
Das Panzergrenadierbataillon 341 erlebte am 1. April 1975 seine Entstehung in der Hessen-Kaserne. Am 1. August 1976 wurde es nach Wolfhagen in die Pommern-Kaserne verlegt und am 1. Oktober 1981 in Panzergrenadierbataillon 62 umbenannt.
Der Kasernenfeldwebel Stadtallendorf 1 war vom 1. April 1981 bis zum 30. September 1994 hier eingesetzt.
Mit der Aufstellung des Panzerbataillons 141 (gemischt) im Zuge der Heeresstruktur 4 zum 1. Oktober 1981 wurden dessen 3. und 4. Kompanie sowie die Teileinheiten 35 und 36 der 1. Kompanie in der Hessen-Kaserne gebildet. Mit dem Ende des Kalten Krieges wurde das Bataillon aufgelöst. Die 3. und 4. Kompanie wurden am 17. Januar 1992 außer Dienst gestellt und gingen im Panzerbataillon 143 auf. Die Teileinheiten 35 und 36 der 1. Kompanie lösten sich zum 30. September 1992 auf.
Zudem bestand ab 1985 die Fahrschulgruppe Stadtallendorf 3 und ab 1. Januar 1986 die Fahrschulgruppe Stadtallendorf 2 in der Kaserne. Die Fahrschulgruppen 1 bis 3 in Stadtallendorf wurden am 1. April 1994 zum Kraftfahrausbildungszentrum Stadtallendorf zusammengefasst, das bis zum 31. März 2007 in der Hessen-Kaserne beheimatet war. Zwischen dem 1. April 1994 und dem 30. Dezember 2004 bestand die Kraftfahrausbildungskompanie Fahrsimulator Kette. Ab dem 1. Juli 2002 war schließlich das Kraftfahrausbildungszentrum Fahrsimulator Kette eingerichtet.
Vom 1. Juli 1994 bis zum 30. September 2006 bestand in der Hessen-Kaserne die Fachausbildungskompanie Stadtallendorf. Zwischen dem 1. Oktober 2006 und 2015 befand sich die Betreuungsstelle Stadtallendorf für Zivilberufliche Aus- und Weiterbildung in der Kaserne.
Teile des Landeskommandos Hessen der Bundeswehr waren vom 1. Januar 2007 bis zum 31. Januar 2013 am Standort untergebracht.
Zwischen dem 1. Juli 2012 und dem 30. Juni 2015 war in der Kaserne der Materialprüftrupp II/5 stationiert. Diese Einheit wurde zum 1. Juli 2015 in Materialprüftrupp III/5 umbenannt und war bis zum 31. März 2018 in der Kaserne beheimatet. Zum 1. April 2018 wurde zum Materialprüftrupp Stadtallendorf und in die Herrenwald-Kaserne verlegt.
Für die medizinische Versorgung war am Standort vom 1. März 1965 bis zum 30. September 1972 die Zahnstation H 06 als Brigadezahnstation, zwischen dem 1. Oktober 1972 und dem 31. März 1981 die Zahnstation (Terr) H 410 sowie die Zahnarztgruppe 417/1 zwischen dem 1. April 1981 und dem 31. Dezember 1998 eingerichtet. Zwischen dem 1. Juli 1972 und dem 30. September 1998 war der Sanitätsbereich 47/4 mit Material ausgestattet. Vom 1. Januar 2007 bis zum 30. September 2015 waren Teileinheiten des Sanitätszentrum Stadtallendorf in der Hessen-Kaserne gebildet.

## Planungen zur Schließung der Kaserne und Konversionsmaßnahmen
Mit dem Stationierungskonzept vom Oktober 2011 wurden die Dienstposten am Standort Stadtallendorf von 1.400 auf 900 reduziert. Damit verbunden war die Planung zur Aufgabe der Hessen-Kaserne bis 2018.
Zur Bewältigung der Flüchtlingskrise in Deutschland wurde im November 2015 von der Landesregierung Hessen bekannt gegeben, dass bis Dezember 2015 in der Hessen-Kaserne eine Erstaufnahmeeinrichtung für 600 Menschen geschaffen werden solle. Darüber hinaus waren weitere Ausbauabschnitte in Planung, um die Kapazität auf bis zu 1.200 Personen zu erhöhen.
Im August 2016 gab das Finanzministerium des Landes Hessen bekannt, dass die Erstaufnahmeeinrichtung für Flüchtlinge faktisch geschlossen werden soll. Für insgesamt 1.050 Flüchtlinge projektiert, waren Kapazitäten für die Aufnahme von 602 Personen geschaffen worden, aber die Einrichtung nur durchschnittlich mit 250 Menschen belegt. Mitte September 2016 verließen dann die letzten Flüchtlinge die Hessen-Kaserne. Sie wurden in andere Unterkünfte gebracht.
Einem Pressebericht vom Oktober 2016 zufolge drohten die Neu- und Umbaumaßnahmen in der Herrenwald-Kaserne nicht bis Ende 2018 zum Abschluss zu kommen, weshalb sich die Räumung der Hessen-Kaserne verzögere.
Im Mai 2017 bestand die Erstaufnahmeeinrichtung des Landes in der Hessen-Kaserne infolge der gesunkenen Flüchtlingszahlen weiterhin nur noch in einem „Bereitschaftsmodus“ als Reserve. Ein Mietvertrag zwischen Bund und Land zur Unterbringung von Flüchtlingen ist noch bis Ende 2018 geschlossen. Darüber hinaus nutzte die Bundeswehr noch drei Unterkunftsgebäude für die Stabskompanie der Division Schnelle Kräfte aus der benachbarten Herrenwald-Kaserne sowie eine zahnärztliche Station. Trotz der durch das Land Hessen für die Nutzung als Flüchtlingsunterkunft teilsanierten Gebäude und einem Aufwuchs der Bundeswehr am Standort Stadtallendorf stellte die Bundeswehr im Mai 2017 klar, dass eine wirtschaftliche militärische Nutzung der Hessen-Kaserne nicht möglich sei und eine Änderung der Entscheidung aus dem Stationierungskonzept 2011 für sie nicht in Betracht komme. Nach einer Aufgabe des Standortes durch die Bundeswehr sollte die Bundesanstalt für Immobilienaufgaben die Vermarktung der Kaserne übernehmen. Dabei hätten die Altlastenproblematik und die Schaffung einer öffentlichen Verkehrsanbindung für das Gebiet eine Rolle gespielt. Berücksichtigt werden sollte auch, dass in der Nähe die neue Bundesautobahn 49 verlaufen wird.

## Weiternutzung der Kaserne als Standort der Bundeswehr
Mit Koalitionsvertrag der Koalition aus CDU/CSU und SPD für die 19. Legislaturperiode des Deutschen Bundestages wurde vereinbart, dass vor einer endgültigen Abgabe von Liegenschaften der Bundeswehr jeweils noch einmal der zukünftige Bedarf geprüft werde. Zudem wurde durch die Bundesregierung konstatiert, dass die sicherheitspolitische Entwicklung der letzten Jahre eine neue Schwerpunktbildung im Bereich der Landes- und Bündnisverteidigung verlange. Deshalb wurde ein neues Fähigkeitsprofil der Bundeswehr beschlossen. In diesem Zusammenhang wurde auch die geplante Schließung der Hessen-Kaserne hinterfragt. Am 30. August 2019 gab der Generalinspekteur der Bundeswehr, Eberhard Zorn, in einem Tagesbefehl bekannt, dass die Kaserne erhalten bleibt und auch künftig durch die Bundeswehr genutzt wird.
Im September 2019 wurde sodann berichtet, dass die Kaserne künftig 200 Soldaten der Division Schnelle Kräfte beheimaten soll. Zuvor müssen die Kasernengebäude saniert und Investitionen in die Liegenschaft getätigt werden, nachdem weite Teile der Kaserne über Jahre ungenutzt waren und sich in einem schlechten Zustand befinden. Hierfür stellt der Bund in den kommenden Jahren etwa 100 Millionen Euro bereit. Die Kaserne wird nicht in Teilen, sondern wieder vollständig durch die Bundeswehr in Nutzung genommen.